# Аксентьєв Георгій Миколайович
Георгій Миколайович Аксентьєв (1907–1972) — український радянський географ, засновник географічної науки «берегознавство» в Україні.

## Біографія
Г. М. Аксентьєв народився  15(28) січня 1907 року в Одесі в родині лікаря.
В 1921—1923 роках навчався в електропрофшколі. У 1932 році закінчив меліоративне відділення Одеського інженерно-меліоративного інституту.
В 1932—1935 роках працював інженером-геодезистом Одеської протизсувної станції.
В 1935—1941 роках викладав в Одеському державному педагогічному інституті, обіймаючи посаду асистента кафедри фізичної географії.
В роки нацистської навали був бійцем партизанського загону імені Й, Сталіна. Після звільнення Одеси працював  інженером-гідрологом Одеської протизсувної станції.
В 1945—1955 роках обіймав посаду старшого викладача кафедри фізичної географії Одеського державного педагогічного інституту імені К. Д. Ушинського.
В 1955 році у Москві в Інституті океанології Академії Наук СРСР захистив дисертацію «Динаміка узбережжя північно-західної частини Чорного моря» на здобуття наукового ступеня кандидата географічних наук. В 1961 році  присвоєно вчене звання доцента.
З вересня 1955 року працював старшим викладачем, доцентом кафедри фізичної географії Одеського державного університету імені І. І. Мечникова.
Помер 5 лютого 1972 року в Одесі.

## Наукова діяльність
Наукові дослідження проводив в галузі картографії та томографії. Є засновником географічної науки «берегознавство» в Україні. Першим започаткував курс «Берегознавство» для студентів географічного факультету. Під його керівництвом здійснювалася підготовка спеціалізації «геоморфологія морських берегів». Розробив схему механізму розвитку зсувних берегів на приливних морях. Матеріали його досліджень були використані при розробках з берегозахисту в Одесі та Криму, при підготовці до будівництва Євпаторійського, Іллічівського, Мирного портів, Очаківського та Цареградського підхідних судноплавних каналів, при благоустрої берегових територій Одеської затоки.
В 1952 році був обраний членом берегової секції Президії Академії Наук СРСР.
Є автором 20 наукових праць.

#### Деякі праці
- Изменение высоты волн у расчлененного берега/ Г. Н. Аксентьев,// Природа. — М., 1950. — № 11. — С. 52 — 55.
- Некоторые процессы разрушения оползневого берега Северо-западной части Черного моря/ Г. Н. Аксентьев// Труды Океанографической комиссии АН СССР. — 1959. — Т. IV. — С. 118—121.
- Результаты наблюдений за абразионной деятельностью Черного моря у берегов г. Одессы/ Г. Н. Аесентьев.// Труды Одесского государственного университета. — 1960. — Т. 150. — Вып. 7. –  С. 131—136.
- К вопросу переноса морских песков/ Г. Н. Аксентьев.//Геология побережья и дна Черного и Азовского морей в пределах УССР. — Вып. 2. — Од.-К.: КГУ, 1968. — С. 115—117.
- Динамика грядового рельефа подводных склонов Северо-западных берегов Черного моря/ Г. Н. Аксентьев.// Океанология. — М., 1970. — Т. Х. — Вып. 3. — С. 448—456.
- Моря/ Г. Н. Аксентьев.// Украина и Молдавия: монография/ отв. ред.: А. М. Маринич, М. М. Паламарчук. — М.: Наука, 1972. — С. 160—176.
- Опыт определения запасов энергии прибойного потока на извилистом берегу при отмелом подводном склоне/ Г. Н. Аксентьев// Вісник Одеського національного університету. Географія та геологія. — Т. 12, вип. 8. — С. 9 -14. http://liber.onu.edu.ua:8080/handle/123456789/1660 [Архівовано 4 листопада 2019 у Wayback Machine.]

## Нагороди
- Медалі «За бойові заслуги», «Партизанові Вітчизняної війни», «За перемогу над Німеччиною у Великій Вітчизняній війні 1941—1945 рр.».

## Родина
- Брат: Аксентьєв Борис Миколайович (1894—1939) — ботанік, фізіолог рослин.
- Сестра: Аксентьєва Зінаїда Миколаївна (1900—1969) — астроном, член-кореспондент Академії Наук УРСР.